# MIL-L-63460
MIL-L-63460 ist eine für die Streitkräfte der Vereinigten Staaten entwickelte Norm (United States Military Standard), welche über Eigenschaften und Fähigkeiten von Waffenölen Auskunft gibt. Es werden hier Bedingungen und Prüfverfahren für die Reinigungswirkung, die Schmierwirkung und Konservierungsfähigkeit an Waffen und Waffenteilen beschrieben. Diese Vorgaben wurden von den übrigen nationalen Streitkräften der NATO im Wesentlichen übernommen.